# 徳佐駅
徳佐駅（とくさえき）は、山口県山口市阿東徳佐中にある、西日本旅客鉄道（JR西日本）山口線の駅である。

## 歴史
- 1918年（大正7年）11月3日：鉄道院山口線三谷駅 - 当駅間延伸時に終着駅として開設[1][2]。
- 1922年（大正11年）8月5日：山口線当駅 - 津和野駅間延伸[3]、途中駅となる[3]。
- 1980年（昭和55年）4月1日：貨物取扱廃止[2]。
- 1984年（昭和59年）2月1日：荷物扱い廃止[2]、無人駅化[4]。
- 1987年（昭和62年）4月1日：国鉄分割民営化に伴い、JR西日本に移管[5][2]。
- 2013年（平成25年）7月28日：豪雨災害に伴い線路が被災、宮野駅 - 当駅 - 益田駅間運休。

（宮野駅 - 地福駅間は8月5日に、津和野駅 - 益田駅については11月16日にそれぞれ運行再開。なお、地福駅 - 津和野駅間運行再開は2014年（平成26年）8月23日となった）

## 駅構造
島式ホーム1面2線を有する列車交換可能な地上駅。駅舎は上り線東側益田寄りにあり、ホームへは跨線橋で連絡している。
新山口駅管理の簡易委託駅。きっぷうりばが昼間のみ営業している。

### のりば
| ホーム      | 路線    | 方向 | 行先             |
| ----------- | ------- | ---- | ---------------- |
| 駅舎側（1） | ■山口線 | 上り | 山口・新山口方面 |
| 反対側（2） | ■山口線 | 下り | 津和野・益田方面 |

- 実際には上記ののりば番号は無い。上記番号は列車運転指令上の番線番号である。なお、どちらのホームも両方向の入線・出発に対応している。

## 利用状況
近年の1日平均乗車人員の推移は以下の通り。
| 乗車人員推移 | 乗車人員推移 |
| 年度         | 1日平均人数  |
| ------------ | ------------ |
| 1999         | 177          |
| 2000         |              |
| 2001         | 200          |
| 2002         | 221          |
| 2003         | 209          |
| 2004         | 188          |
| 2005         | 163          |
| 2006         | 153          |
| 2007         | 144          |
| 2008         | 122          |
| 2009         | 112          |
| 2010         | 110          |
| 2011         | 111          |
| 2012         | 100          |
| 2013         | 88           |
| 2014         | 78           |
| 2015         | 80           |
| 2016         | 83           |
| 2017         | 88           |
| 2018         | 85           |
| 2019         | 71           |
| 2020         | 65           |
| 2021         | 66           |
| 2022         | 63           |

## 駅周辺
- 山口市役所阿東総合支所
- 徳佐郵便局
- 山口県立山口高等学校徳佐分校
- 山口市立阿東東中学校
- 山口市立徳佐小学校
- 徳佐保育園
- 徳佐八幡宮
- 直地の桜
- 狐塚古墳
- 椿家本陣門
- 国道9号
- 防長交通 徳佐駅入口バス停
- 徳佐川橋梁：ラチスガーター橋（選奨土木遺産）[8]
- 沖田川
- 阿武川

## 隣の駅
※特急「スーパーおき」・臨時快速「SLやまぐち号」の隣の停車駅は各列車記事を参照のこと。
西日本旅客鉄道（JR西日本）
■山口線
鍋倉駅 - 徳佐駅 - 船平山駅